# Vibeuf
Vibeuf – miejscowość i gmina we Francji, w regionie Normandia, w departamencie Sekwana Nadmorska.
Według danych na rok 1990 gminę zamieszkiwały 504 osoby, a gęstość zaludnienia wynosiła 58 osób/km² (wśród 1421 gmin Górnej Normandii Vibeuf plasuje się na 452. miejscu pod względem liczby ludności, natomiast pod względem powierzchni na miejscu 423.).